# Pomponio
Pomponio Alba Iulia este o companie de construcții din România.
Este controlată de omul de afaceri Luca Anversa.
Compania produce și betoane și prefabricate din beton.

## Data înființării[3]
Pomponio a fost înființată la data de 02-06-2000.
Prin Pomponio SRL, sunt operate fabricile de producere a betonului din Vințu de Jos (județul Alba), Sibiu (județul Sibiu), Turda (județul Cluj), Simeria Veche (județul Hunedoara), Drâmbar (județul Alba) și Decea (județul Alba).

## Informații financiare[4]
| Ani  | Venituri | Cheltuieli | Profit   | Inventar | Rezerve | Creanțe  | Datorii  | Banca și numerar | Angajați |
| ---- | -------- | ---------- | -------- | -------- | ------- | -------- | -------- | ---------------- | -------- |
| 2021 | 27938121 | 26889489   | 1048632  | 6501214  | 0       | 13127588 | 29056529 | 7779134          | 49       |
| 2020 | 36424064 | 31840445   | 4583619  | 4775710  | 0       | 14166871 | 28015567 | 10734046         | 46       |
| 2019 | 98386290 | 71399844   | 26988537 | 5509864  | 0       | 17844336 | 48672192 | 45552397         | 93       |
| 2018 | 31094383 | 34281685   | -3184818 | 2558418  | 0       | 25230546 | 36900349 | 182006           | 67       |
| 2017 | 66172580 | 59322506   | 6860103  | 2715119  | 0       | 29250907 | 39041077 | 452397           | 79       |
| 2016 | 46652792 | 45019387   | 2317402  | 3940079  | 0       | 19477669 | 42837718 | 659978           | 83       |

## Controverse
în noiembrie 2012, patronul firmei, Luca Anversa, a fost condamnat la 1 an de închisoare cu suspendare într-un dosar disjuns din cauza „Prostituate pentru VIP-uri”.
Anversa a mai fost condamnat la sfârșitul anului 2011, de Curtea de Apel Alba Iulia, la pedeapsa de trei ani de închisoare cu suspendare pentru evaziune fiscală și constituire a unui grup infracțional nestructurat, în dosarul „Pomponio”.